# Condado de Carson
El condado de Carson es un condado del estado de Texas, Estados Unidos. Tiene una población estimada, a mediados de 2022, de 5784 habitantes.
La sede del condado es Panhandle, al igual que su mayor ciudad.
El condado tiene una superficie total de 2390 km², de los cuales 2380 km² corresponden a tierra firme y 10 km² están cubiertos de agua.
Fue fundado en 1876.

## Demografía

### Censo de 2020
Según el censo de 2020, en ese momento había 5807 habitantes en el condado. La densidad de población era de 2.4 hab/km².
| Raza                   | Núm. | Porc.   |
| ---------------------- | ---- | ------- |
| Blancos                | 5069 | 87.29%  |
| Afroamericanos         | 20   | 0.34%   |
| Amerindios             | 54   | 0.93%   |
| Asiáticos              | 22   | 0.38%   |
| Isleños del Pacífico   | 8    | 0.14%   |
| De otras razas         | 137  | 2.36%   |
| De una mezcla de razas | 497  | 8.56%   |
| Total                  | 5807 | 100.00% |

Del total de la población, el 9.61% son hispanos o latinos de cualquier raza.

### Censo de 2000
Según el censo de 2000, en ese momento había 6516 personas, 2470 hogares y 1884 familias en el condado. La densidad de población era de 7 habitantes por milla cuadrada.
La composición racial del condado era:
- 93.82% blancos
- 0.58% afroamericanos
- 1.00% amerindios
- 0.14% asiáticos
- 0.02% isleños del Pacífico
- 3.04% de otras razas
- 1.41% de una mezcla de razas

Había 2470 hogares, de los cuales el 35.80% tenían menores de 18 años, el 65.30% eran parejas casadas viviendo juntas, el 8.10% eran monoparentales (mujeres sin cónyuge) y el 23.70% no eran familias.
El tamaño promedio de una familia era de 3.04 miembros.
En el condado el 27.90% de la población tenía menos de 18 años, el 6.20% tenía de 18 a 24 años, el 26.30% tenía de 25 a 44, el 23.90% tenía de 45 a 64 y el 15.70% eran mayores de 65 años. La edad promedio era de 39 años. Por cada 100 mujeres había 95.80 hombres. Por cada 100 mujeres mayores de 18 años había 92.20 hombres.
Los ingresos medios de los hogares del condado eran de $40,285 y los ingresos medios de las familias eran de $47,147. Los hombres tenían ingresos medios por $34,271 frente a los $23,325 que percibían las mujeres. Los ingresos per cápita del condado eran de $19,368. El 5.40% de las familias y el 7.30% de la población estaban debajo de la línea de pobreza, incluyendo el 8.90% de los menores de 18 años y el 9.40% de los mayores de 65 años.